# Fiat 510
Fiat 510 – samochód osobowy produkowany przez włoski koncern Fiat w latach 1920–1925. Samochód ten skonstruowany został podobnie do innych modeli Fiata; 501 i 505.
Dostępna była także sportowa wersja modelu 510, 510 S, z mocniejszym silnikiem oraz krótszym podwoziem. Powstało około 14 tys. egzemplarzy tego modelu Fiata.

## Silniki
| Model | Lata    | Silnik | Pojemność | Moc   | Układ zasilania   |
| ----- | ------- | ------ | --------- | ----- | ----------------- |
| 510   | 1919-26 | R6 SV  | 3446 cm³  | 46 hp | pojedynczy gaźnik |
| 510 S | 1921-26 | R6 SV  | 3446 cm³  | 53 hp | pojedynczy gaźnik |

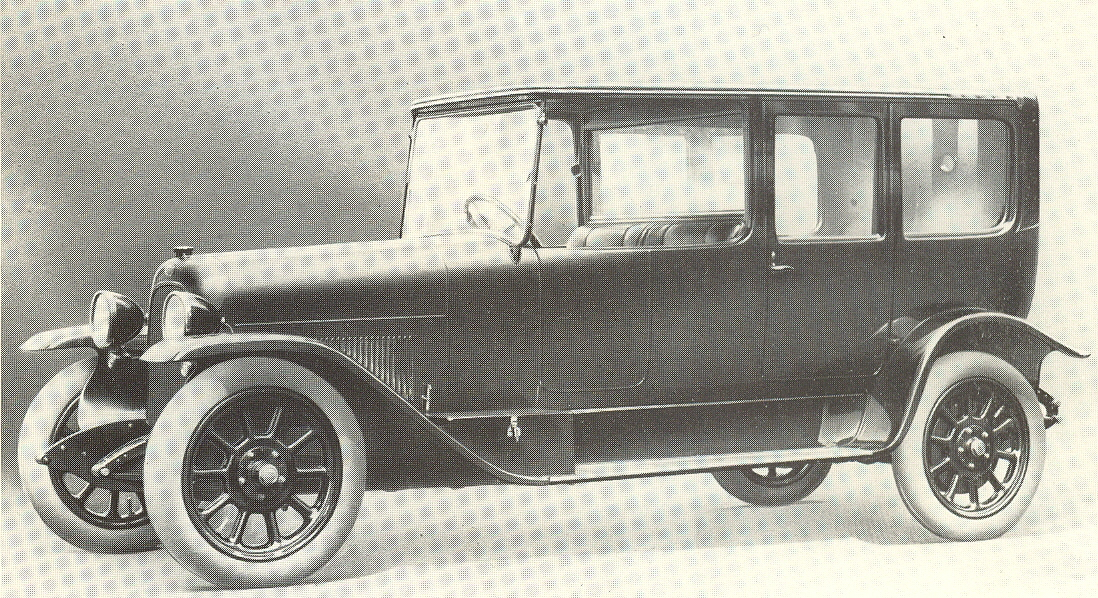
Fiat 510